# Josep Gil i Ribas
Josep Gil i Ribas (Reus, 12 de setembre de 1928) és un teòleg i mossèn català. Ordenat sacerdot a Roma el 1951, ha estat professor de la Facultat de Teologia de Catalunya i autor de diverses obres teològiques, sobretot relacionades amb l'escatologia. En les seves obres destaca una desmitologització i creativitat del llenguatge de la fe i la reflexió sobre ella mateixa.

## Biografia
Va passar els anys de la guerra a Alforja, on es va traslladar l'estiu del 1937. El 1940 entrà al seminari de Tarragona, des del 1947 fins al 1951 estudià teologia a la Pontifícia Universitat Gregoriana de Roma. Durant aquests anys també estudià al Pontifici Institut de Música Sacra i es traslladà a Alemanya alguns mesos per completar els seus estudis. S'ordenà a Roma l'11 de març de 1951.
Destinat a Valls el 1952, fou vicari, professor de l'Institut de Valls i de les Monges Vedrunes, consiliari d'Acció Catòlica, organitzà activitats juvenils, dirigí una coral i va compondre la música dels Pastorets de Valls. La formació del jovent seguí estant en un lloc destacat en la seva etapa a Tarragona, del 1958 i fins al 1981, on es traslladà després de guanyar les oposicions a organista de la Catedral de Tarragona. A Tarragona fou vicari de la parròquia de Sant Francesc de Tarragona, capellà de les monges carmelites de la Vetlla, professor de l'Institut Martí i Franquès i també del Seminari de Tarragona des del 1962. Als anys setanta fou rector de la parròquia de Sant Pau de Tarragona.
El 1972 començà a donar classes a la Facultat de Teologia de Catalunya i del 1974 al 1997 també a la Universitat de Deusto. És membre de la Reial Acadèmia de Doctors des del 1996.
Des del 1982 fou rector de El Catllar (Tarragona) i des del 1988 de Sant Joan de Reus. El 1991 fou escollit vicedegà de la Facultat de Teologia de Catalunya. El 2015 acaba de publicar el desè i últim volum d'una Història del pensament cristià. Li han dedicat alguns homenatges. La ciutat de Reus el va nomenar fill il·lustre.